# Николаос Голецис
Николаос Голецис (на гръцки: Νικόλαος Γκολέτσης) или Гюлекас (Γκιουλέκας ), известен като Бурбуциотис (Μπουρμπουτζιώτης ), е гръцки революционер, участник в Гръцката война за независимост.

## Биография
Голецис е роден в костурското македонско село Борботско (днес Ептахори, Гърция), заради което получава прякора Бурбоциотис, тоест Борботски. При избухването на Гръцкото въстание взима участие в сраженията в Македония и в Южна Гърция с Марко Боцарис и Теодорос Колокотронис. През по-голямата част от сраженията е в частта на Георгиос Караискакис. В 1825 година става негов хилядник. Отличава се в Битката при Арахова. След края на въстанието се връща в Борботско и работи като мелничар, като мелницата му е оцеляла и до днес. Убит е от свой съселянин.